# Troy Murphy (narciarz)
Troy Murphy (ur. 13 czerwca 1992) – amerykański narciarz dowolny, specjalizujący się w jeździe po muldach. W zawodach Pucharu Świata zadebiutował 19 stycznia 2012 roku w Lake Placid, zajmując 20. miejsce w jeździe po muldach. Tym samym już w swoim debiucie wywalczył pierwsze pucharowe punkty. Na podium zawodów tego cyklu po raz pierwszy stanął 21 grudnia 2017 roku w Thaiwoo, kończąc jazdę po muldach na trzeciej pozycji. W zawodach tych wyprzedzili go jedynie Kanadyjczyk Mikaël Kingsbury i Australijczyk Matt Graham. W 2015 roku wystartował na mistrzostwach świata w Kreischbergu, gdzie był jedenasty w jeździe po muldach. Jedenasty był także w jeździe po muldach podwójnych podczas rozgrywanych dwa lata później mistrzostw świata w Sierra Nevada.

## Osiągnięcia

### Mistrzostwa świata
| Miejsce | Dzień       | Rok  | Miejscowość   | Konkurencja      | Zwycięzca        |
| ------- | ----------- | ---- | ------------- | ---------------- | ---------------- |
| 11.     | 18 stycznia | 2015 | Kreischberg   | Jazda po muldach | Anthony Benna    |
| 27.     | 19 stycznia | 2015 | Kreischberg   | Muldy podwójne   | Mikaël Kingsbury |
| 22.     | 8 marca     | 2017 | Sierra Nevada | Muldy            | Ikuma Horishima  |
| 11.     | 9 marca     | 2017 | Sierra Nevada | Muldy podwójne   | Ikuma Horishima  |

### Puchar Świata

#### Miejsca w klasyfikacji generalnej
- sezon 2011/2012: 233.
- sezon 2013/2014: 86.
- sezon 2014/2015: 39.
- sezon 2015/2016: 178.
- sezon 2016/2017: 37.
- sezon 2017/2018:

#### Miejsca na podium w zawodach
1. Thaiwoo – 21 grudnia 2017 (jazda po muldach) – 3. miejsce